# 3 Corner Satellite
O projeto 3 Corner Satellite, também conhecido como 3CS, 3CornerSat e 3CSat, consistiu originalmente em um conjunto de três satélites artificiais construídos e desenvolvidos por várias universidades (a Universidade do Colorado em Boulder, a Universidade do Estado do Arizona e da Universidade do Estado do Novo México) em conjunto com o Laboratório de Pesquisa da Força Aérea. Finalmente foram lançados dois dos três satélites em 21 de Dezembro de 2004 por um foguete Delta IV Heavy a partir da Estação da Força Aérea de Cabo Canaveral, entrando em uma órbita muito mais baixa do que o previsto e se desintegrando pouco depois na atmosfera.

## Características
O projeto 3CS pretendia a concepção e construção de três pequenos satélites por parte de estudantes de três universidades estadunidenses. Cada universidade responsável de um satélite:
- o satélite Sparky, da Universidade do Estado do Arizona
- o satélite Ralphie, da Universidade do Colorado em Boulder
- o satélite Petey, da Universidade do Estado do Novo México

Os três satélites deveriam ter sido lançados em um ônibus espacial em 2003, mas devido ao acidente do Columbia na reentrada atmosférica durante esse mesmo ano alterou os planos de lançamento do projeto. Finalmente lhes ofereceu a possibilidade de lançar dois dos satélites (Sparky e Ralphie) devido a limitações de espaço e peso no voo inaugural do foguete Delta IV Heavy. Um problema no desempenho do novo foguete fez com que os satélites entrassem em uma órbita muito mais baixa do que o previsto, uma altura máxima de 105 km em vez de 180 por 240 km originais, produzindo a sua reentrada logo após o lançamento.

## Objetivos da missão
O 3CS pretendia realizar experimentos tanto de observação terrestre como tecnológicos. Cada satélite levava quatro câmaras com o conjunto das quais, entre todos os satélites, pretendia obter imagens estereoscópicas de formações nebulosas. Os satélites tinha inteligência artificial suficiente para permitir detectar diversos problemas e acontecimentos inesperados e alterar o seu comportamento em bases deles.